# Acanthoprasium
Acanthoprasium là một chi thực vật có hoa trong họ Hoa môi. Chúng thường được tìm thấy ở Cyprus, Ý, Pháp.

## Các loài
Chỉ mới có 2 loài được ghi nhận trong chi gồm Acanthoprasium frutescens (L.) Spenn. và Acanthoprasium integrifolium (Benth.) Ryding.